# بيدرو ماريانو
بيدرو ماريانو (بالبرتغالية: Pedro Mariano‏) هو مغني برازيلي، ولد في 18 أبريل 1975 في ساو باولو في البرازيل.

## وصلات خارجية
- الموقع الرسمي
- بيدرو ماريانو على موقع IMDb (الإنجليزية)
- بيدرو ماريانو على موقع ميوزك برينز (الإنجليزية)
- بيدرو ماريانو على موقع ديسكوغز (الإنجليزية)